# Fredrik Cygnaeus

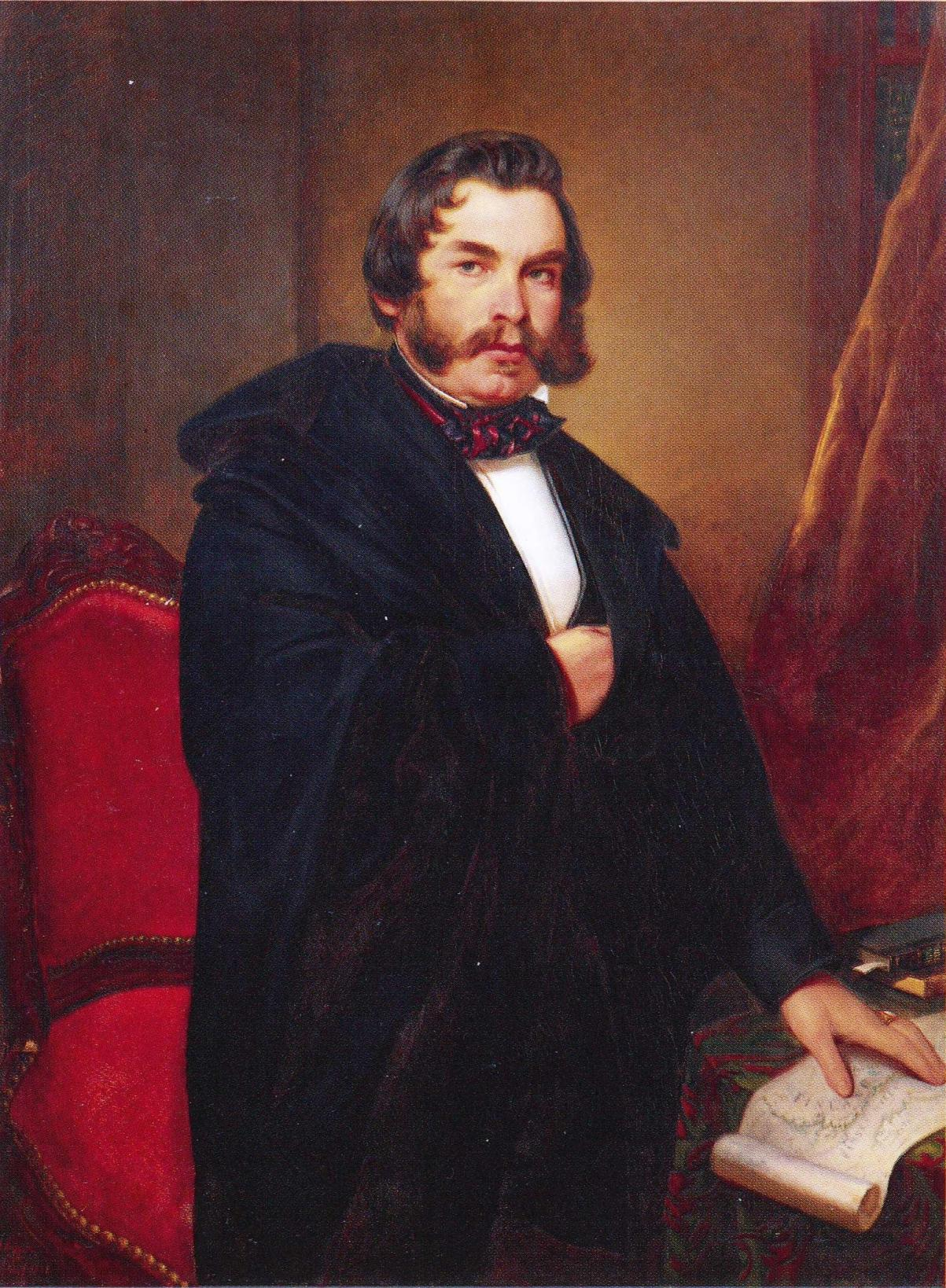
Fredrik Cygnaeus, 1856

Fredrik Cygnaeus, auch Frederik Cygnaeus, (1. April 1807 – 7. Februar 1881) war ein finnischer Poet, Kunstkritiker und -sammler.

## Leben
Vater und Großvater von Cygnaeus waren Bischöfe.
Der Vater wurde nach Sankt Petersburg eingeladen als Pastor für die lutherischen Gemeinden zu arbeiten. Daher besuchte Cygnaeus die Schule in Sankt Petersburg. 1823 kehrte er nach Finnland zurück und besuchte die Universität Turku.
1842 wurde er korrespondierendes Mitglied der Gesellschaft für Geschichte und Altertumskunde der Ostseeprovinzen Russlands.
1843 bis 1847 reiste Cygnaeus durch Europa.